# Колумбо
Колумбо (англ. Kolumbo) — активний підводний вулкан в Егейському морі в 8 км на північний схід від мису Колумбо, що на острові Санторін. Має найбільший конус діаметром 3 км і 1,5 км разом з кратером серед 20 підводних, вишикуваних ланцюжком, вулканів, починаючи з Санторіна.

## Виверження 1650 року
Колумбо був виявлений в 1649—1650 рр. завдяки «порушенню» морської поверхні. Його вибух був незрівнянний з досить добре відомим мінойським вибухом на Санторіні. Цей вибух, який стався в результаті скупчення магми під куполом, став незабутнім. Коли вибух стався, одночасно зі схилу скотилася «пекуча хмара» і через декілька секунд виявилася на березі й схилах Санторіна, де в результаті загинуло понад 70 осіб і величезна кількість тварин (понад 1000 видів). Вулкан провалився в кальдеру, нанісши збиток довколишнім островам на відстані 150 км, адже після вибуху виникло цунамі заввишки 40 футів, були зареєстровані сильні землетруси та підземні поштовхи, а також викиди токсичного газу та клуби диму. Висота Колумбо після катастрофи зменшилася на 10 м. З того часу він перестав вивергатися.

## Дослідження 2006 року
Згідно з дослідженнями, які були проведені у 2006 році, висота вулкану в середньому складала і продовжує складати 18 м нижче рівня моря, а також було виявлено поле гарячих джерел на його дні (їх температура досягає 224 оС). У тому ж році була проведена ще одна експедиція, в ході якої було встановлено, що частинки пемзи і попелу лежать на поверхні води біля Санторіна, вони інтенсивно вивчаються з 1975 року. Також було підраховано, що під час виверження 1650 року Колумбо викинув в атмосферу близько 60 км3 (цю ж саму кількість викинув індонезійський вулкан Тамбора під час виверження 1815 року).

## Дослідження 2023 року
На даний час дуже мало людей усвідомлюють, що під гіпнотичним калейдоскопом фарб грецьких островів Санторині переховується вулкан, який мовчить уже майже 400 років, але він не спить і діє. Санторіні є частиною Еллінської вулканічної дуги, одного з найважливіших вулканічних полів у Європі, де за останні 400 000 років відбулося понад 100 вивержень. Найактивніший підводний і потенційно небезпечний вулкан Східного Середземномор'я, вулкан Коломбо, розташований за п'ять миль на північний схід від Санторіні і є частиною тієї ж вулканічної системи. Вчені знають, що вибух Коломбо може призвести до величезних руйнувань, тому його відвідали деякі з найбільших у світі океанографічних експедицій, і за останні 20 років спостереження тільки посилилися. Так, в період з грудня 2022 по лютий 2023 року, одне із найбільших американських дослідницьких суден, корабель для глибокого буріння «JOIDES Resolution», провів на Санторіні свою першу середземноморську місію. За словами вулканолога та керівника експедиції Тіма Друітта, це судно привезло на своєму борту до Греції «цілу плавучу лабораторію». Маючи можливість бурити на глибині понад 8000 метрів під поверхнею моря, дослідники зібрали раніше недоступні відкладення, щоб спробувати відновити історію вулканізму в цьому районі. Перші звіти про результати дослідження повинні допомогти вченим не тільки передбачити майбутні виверження, але й виявити поведінку інших активних вулканів по всьому світу, які становлять загрозу для мільйонів людей, що живуть біля них. Також вивчається зв'язок між вулканами та землетрусами.